# Burghezie

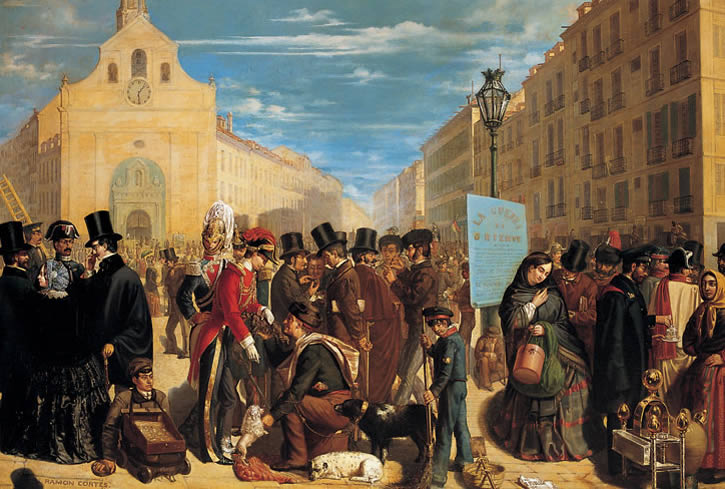
Burghezia, pictură de R. Cortés (1855)

Burghezia (din franceză Bourgeoisie) este un termen francez polisemantic care poate însemna:
- o clasă socială definită ca aparținând, prin capitalul financiar și cultural, stratului de mijloc sau superior: burghezia superioară (haute), mijlocie (moyenne) și mică (petite), care sunt denumite colectiv prin Bourgeoisie. Un strat afluent și adesea opulent al clasei superioare (clasa capitalistă) care se opune clasei proletariatului.[1]
- inițial însemna "cei care trăiesc în Burg", adică oamenii din oraș (inclusiv comercianții și meseriașii), spre deosebire de cei din zonele rurale; în acest sens, burghezia a început să crească în Europa începând cu secolul al XI-lea și mai ales în timpul Renașterii secolului al XII-lea, cu primele apariții ale exodului și urbanizării rurale.
- o clasă definită juridic din Evul Mediu până la sfârșitul Ancien Régime din Franța, aceea a locuitorilor care au drepturi politice într-un oraș (comparabil cu termenul german Bürgertum și Bürger).

## Etimologie
Cuvântul francez modern bourgeois derivă din vechiul burgeis (oraș înconjurat de ziduri), care derivă din bourg (piața orașului); în alte limbi europene, derivatele etimologice includ englezul de mijloc burgeis, olandezul de mijloc burgher, germanul Bürger, englezul modern burgess și polonezul burżuazja. În sensul său literal, bourgeois în limba franceză veche (burgeis, borjois) înseamnă "locuitorul orașului".
În secolul al XVIII-lea, înainte de Revoluția Franceză (1789-99), termenii bourgeois și bourgeoise identificau pe bogații care erau membri ai Stărilor Generale - oameni obișnuiți din regat care au detronat violent monarhia absolută a regelui bourbon Ludovic al XVI-lea (ani domnie 1774–91), clerul și aristocrații săi la Revoluția franceză. Prin urmare, începând cu secolul al XIX-lea, termenul "bourgeoisie" este, de obicei, sinonim politic și sociologic cu clasa superioară a societății capitaliste.

## Istoric

### Origini și creștere

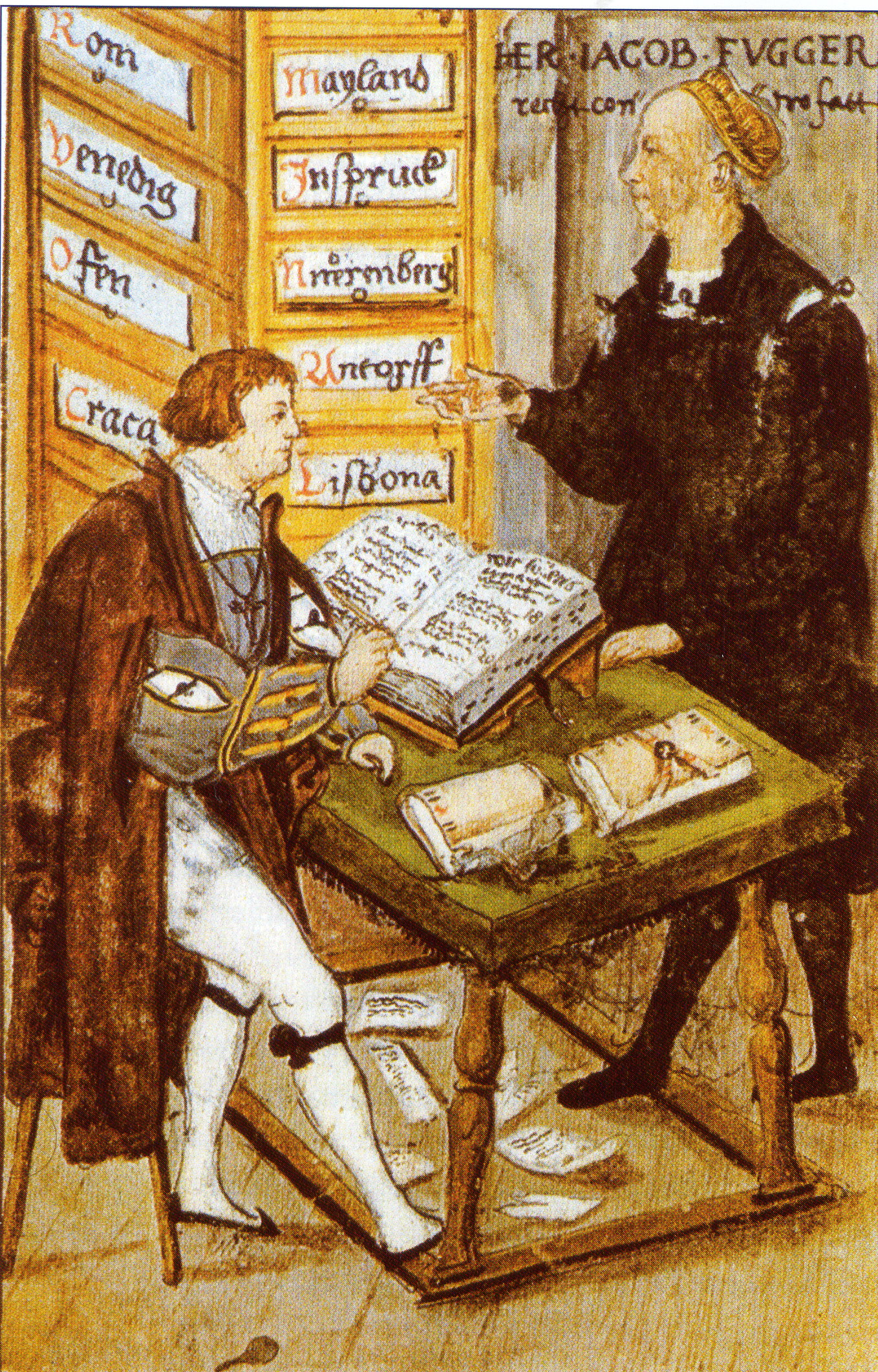
Bancherul german Jakob Fugger din secolul al XVI-lea și contabilul său principal, M. Schwarz, înregistrând o intrare în registru. Fundalul prezintă un fișet care indică orașele europene în care Fugger Bank desfășoară activități. (1517)

Burghezia a apărut ca un fenomen istoric și politic în secolul al XI-lea, când bourgs din Europa Centrală și de Vest s-au dezvoltat în orașe dedicate comerțului. Burghezia în această formă, "mica burghezie", care înflorește în orașe libere, se caracterizează prin faptul că produce doar pentru a-și asigura propriile nevoi. Mica burghezie se dezvoltă din secolul al XI-lea până în secolul al XV-lea; ea a apărut mai întâi în Italia, în orașele libere, apoi s-a dezvoltat în Țările de Jos și în sudul Germaniei. Franța și Anglia au avut o mică burghezie care însă nu a jucat același rol social.
În secolele XV—XVI are loc nașterea capitalismului. Spre deosebire de micul burghez și țăranul, care ambii produc numai pentru satisfacerea propriilor nevoi, capitalistul produce pentru mărirea capitalului.
În timpul secolelor al XVII-lea și al XVIII-lea burghezia era clasa socială progresistă politică, care susținea principiile guvernării constituționale și ale dreptului natural, împotriva Legii Privilegiului și a pretențiilor de guvernare prin dreptul divin pe care nobilii și prelații l-au exercitat în mod autonom în timpul feudalismului.
Războiul Civil Englez (1642-51), Războiul american de independență (1775-83) și Revoluția franceză (1789-99) au fost parțial motivate de dorința burgheziei de a se elibera de îngrădirile feudale și regale ale propriilor lor libertăți, perspectivele comerciale și proprietatea asupra proprietății. În secolul al XIX-lea, burghezia a promovat liberalismul și a obținut drepturi politice, drepturi religioase și libertăți civile pentru ei înșiși și pentru clasele sociale inferioare; astfel, burghezia a fost o forță filosofică și politică progresistă în societățile occidentale.
După Revoluția Industrială (1750-1850), până la mijlocul secolului al XIX-lea, marea extindere a clasei sociale burgheze a determinat stratificarea ei în "marea burghezie" (bancheri și industriași) și "mica burghezie" (comercianți și funcționari). Mai mult decât atât, până la sfârșitul secolului al XIX-lea, capitaliștii (burghezia inițială) au urcat în clasa superioară, în timp ce dezvoltările tehnologice și ocupațiile tehnice au permis ridicarea bărbaților și femeilor din clasa muncitoare în straturile inferioare ale burgheziei; totuși progresul social a fost incidental.

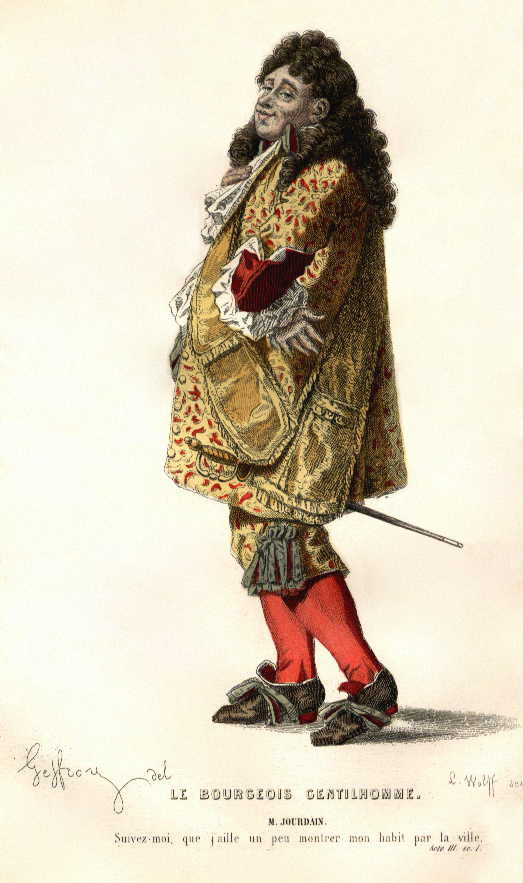
Burghezul gentilom, una din operele lui Molière, 1670.
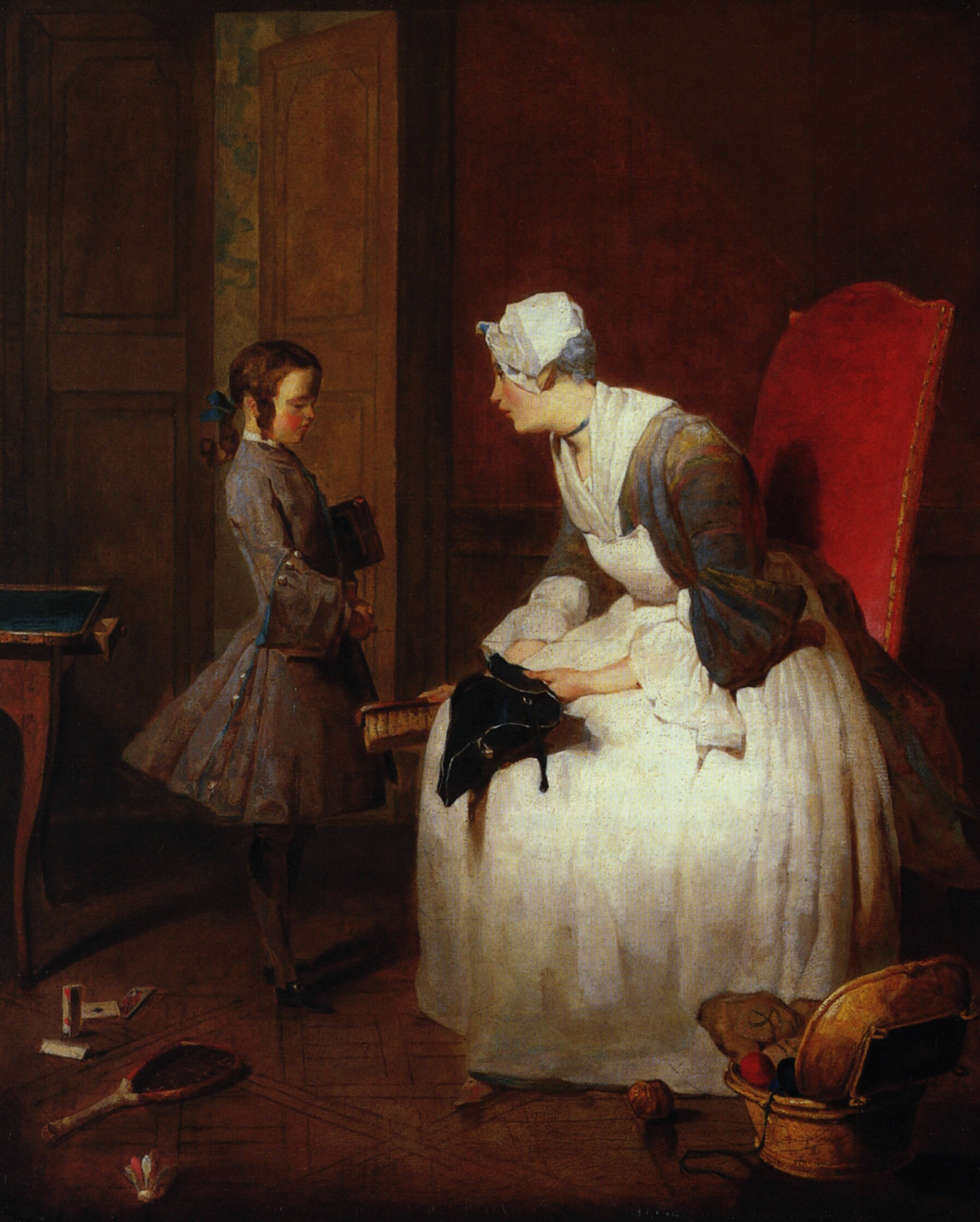
Situația economică bună a familiilor burgheze le-a permis să aibă servitori prin care să evite sarcinile greoaie ale vieții cotidiene. Educația copiilor a fost, de asemenea, încredințată servitorilor, respectând strict "obiceiurile bune". Guvernanta, de Jean Siméon Chardin.
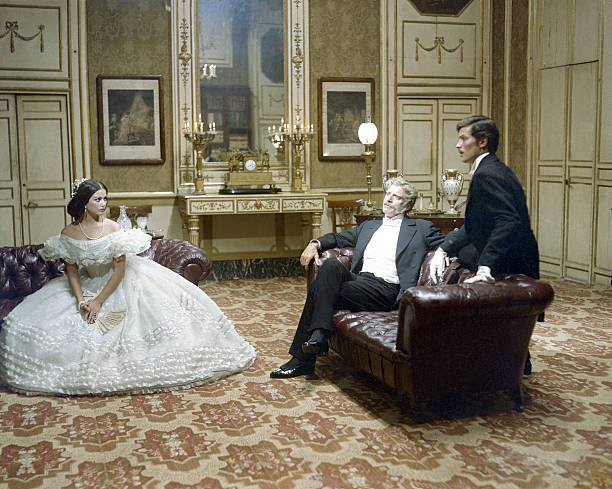
Scenă din filmul Ghepardul (Luchino Visconti, 1963, bazat pe romanul lui Lampedusa).